# Retiro fulvipes
Retiro fulvipes är en spindelart som beskrevs av Simon 1906. Retiro fulvipes ingår i släktet Retiro och familjen mörkerspindlar.
Artens utbredningsområde är Ecuador. Inga underarter finns listade i Catalogue of Life.